# 36a Mostra Internacional de Cinema de Venècia
La 36a Mostra Internacional de Cinema de Venècia es va celebrar entre el 24 d'agost al 5 de setembre de 1979. No hi hagué jurat perquè els edicions del 1969 al 1969 no van ser competitives.

## Pel·lícules exhibides
- Le passe-montagne de Jean-François Stévenin
- La nouba des femmes du mont Chenoua d'Assia Djebar
- Osenniy marafon de Guiorgui Danelia
- Kôsatsu de Kaneto Shindô
- Saint Jack de Peter Bogdanovich

## Premis
- Premi FIPRESCI 
  - Le passe-montagne (Jean-François Stévenin)
  - La nouba des femmes du mont Chenoua (Assia Djebar)
  - Menció d'Honor - Le vieil Anaï (Jean Rouch)
- Premi Pasinetti 
  - Millor Pel·lícula - Osenniy marafon (Guiorgui Danelia) & Saint Jack (Peter Bogdanovich)
  - Millor Actor - Osenniy marafon (Ievgeni Leonov)
  - Millor Actriu - Kôsatsu (Nobuko Otowa)
- Premi Pietro Bianchi 
  - Cesare Zavattini